# Design Your Universe
Design Your Universe is het vierde studioalbum van de Nederlandse metalband Epica. Het album werd door de platenmaatschappij Nuclear Blast op 16 oktober 2009 uitgebracht. Epica presenteerde het album op 10 oktober met een show in Paradiso in Amsterdam.
Op het album staan drie nummers in de serie "A New Age Dawns", die begon op Epica's tweede album, Consign to Oblivion uit 2005.
Op 17 juli 2019 werd bekendgemaakt dat er een gouden editie van het album op 4 oktober 2019 uit zal komen.

## Tracklist
1. Samadhi - prelude - 1:27
2. Resign to Surrender - A New Age Dawns - part IV - 6:19
3. Unleashed - 5:48
4. Martyr of the Free Word - 5:03
5. Our Destiny - 6:00
6. Kingdom of Heaven - A New Age Dawns - part V - 13:35
  1. Hold in Derision
  2. Children of the Light
  3. Bardo Thödol
  4. Paragons of Perfection
  5. The Harsh Return
7. The Price of Freedom - interlude - 1:14
8. Burn to a Cinder - 5:41
9. Tides of Time - 5:34
10. Deconstruct - 4:14
11. Semblance of Liberty - 5:42
12. White Waters - met Tony Kakko van Sonata Arctica - 4:44
13. Design Your Universe - A New Age Dawns - part VI - 9:29
14. Incentive - Bonus Track - 4:11

## Hitnotering
| "Design Your Universe" in de Nederlandse Album Top 100 - binnen: 24-10-2009 | "Design Your Universe" in de Nederlandse Album Top 100 - binnen: 24-10-2009 | "Design Your Universe" in de Nederlandse Album Top 100 - binnen: 24-10-2009 | "Design Your Universe" in de Nederlandse Album Top 100 - binnen: 24-10-2009 | "Design Your Universe" in de Nederlandse Album Top 100 - binnen: 24-10-2009 | "Design Your Universe" in de Nederlandse Album Top 100 - binnen: 24-10-2009 | "Design Your Universe" in de Nederlandse Album Top 100 - binnen: 24-10-2009 |
| Week                                                                        | 01                                                                          | 02                                                                          | 03                                                                          | 04                                                                          | 05                                                                          |                                                                             |
| --------------------------------------------------------------------------- | --------------------------------------------------------------------------- | --------------------------------------------------------------------------- | --------------------------------------------------------------------------- | --------------------------------------------------------------------------- | --------------------------------------------------------------------------- | --------------------------------------------------------------------------- |
| Nummer                                                                      | 8                                                                           | 39                                                                          | 52                                                                          | 71                                                                          | 90                                                                          | uit                                                                         |